# خايمي لافي راسيل
خايمي لافي راسيل (بالإنجليزية: Jaime Levy)‏ (و. 1966  م) هي عَالِمَة حاسوب أمريكية، ولدت في هوليوود.

## التعليم
تعلمت في جامعة نيويورك، وجامعة سان فرانسيسكو الحكومية.